# 前坂俊之
前坂 俊之（まえさか としゆき、1943年10月2日－）は、日本のジャーナリスト、ノンフィクション作家、評論家、歴史研究者。静岡県立大学名誉教授、立教大学社会学部講師。株式会社毎日新聞社情報調査部副部長、静岡県立大学国際関係学部教授などを歴任した。

## 概要
慶應義塾大学経済学部に入学。1969年4月、毎日新聞社に入社。1993年4月に静岡県立大学国際関係学部教授に就任。1995年からは大学院国際関係学研究科教授兼務。2009年3月に定年退官。2009年、現在は首都圏を拠点に活動を行うジャーナリスト、ノンフィクション作家である。

## 来歴

### 生い立ち
1943年10月、岡山県岡山市生。1962年3月、岡山県立操山高校卒、1963年4月、慶應義塾大学経済学部に入学

### ジャーナリストとして
1969年（昭和44年）3月卒業後、毎日新聞社に入社。1973年に八海事件を取材し、サンデー毎日（1977年9月4日）に【八海事件の全真相】（3回連載）を発表。
これをきっかけに「日本死刑白書」（三一書房 1982年）、「冤罪と誤判」（田畑書店 1982年）、誤った死刑」（三一書房 1984年）の「司法の犯罪」を追及する死刑、冤罪3部作を発表した。
続いて「国家犯罪としての戦争とメディアの関係」に焦点を移して「戦争と新聞1926-1935 兵は凶器なり」（社会思想社、1986年）,「戦争と新聞1936-1945 言論死して国ついに亡ぶ」同、1993年）を刊行、2007年に講談社学術文庫からこれらを集大成した「太平洋戦争と新聞」を刊行した。
毎日新聞では大阪本社阪神支局、京都支局、東京本社情報調査部副部長を経て1993年4月、静岡県立大学国際関係学部教授に就任。95年に大学院国際関係学研究科教授兼務。

### 研究者として
同大ではジャーナリズム論、メディア論、国際コミュニケーション論。2009年3月末で静岡県立大学国際関係学部教授を退官。最終講義は「グローバリズムで沈没中のガラパゴスジャパン-2030年に日本は生き残れるか」。
以後、日本記者クラブなどをベースにして、ジャーナリスト活動に専念。2011年の3・11日の大震災、福島原発事故をきっかけに、「脱原発のキャンペーン」「日本のメルトダウン阻止」するためにも動画発信が不可欠と思いビデオジャーナリストに転身、ソーシャルメディアで「地球の中の日本、世界史の中の日本人」Youtubeで「日本の最先端技術『見える化』動画などの動画情報発信力を強化している。

### フリージャーナリストとして
Youtube公式前坂俊之チャンネル
は2011年3月11日以来から始めて、2020年6月末までに合計1万500本以上の動画コンテンツを発表。
その主要なコンテンツは ①「政治外交、経済社会問題などの座談会②脱原発、廃炉までの長期プロセスの継続的な報道。2011年3月16日から「速報/日本のメルトダウンを食い止めるぞ」「日本のメルトダウン」として2014年4月21日まで536回、記事動画で連載した。②東京ビッグサイト、幕張メッセの国際展示会をビデオ取材して、日本のモノづくり、ロボット、モーターショー、ITデジタルショウーなどを「日本の最先端技術「見える化」チャンネル」として配信、その合計動画コンテンツは500本以上。
③ 午前中にはブログに1本以上の記事を書き、午後からは毎日のお散歩ビデオを撮る。ー鎌倉の神社、仏閣、歴史、文化財、町並み、豊かな山々、森林、海岸などを散歩しながらビデオ撮影し「鎌倉古寺百選」、「湘南ぶらぶら散歩」「鎌倉カヤック釣りバカ日記」などを連載。
2022年3月までのこの11年間にブログで発表した記事コンテンツは合計7000本を突破、「国家犯罪としての戦争論」「国際関係論」「政治論」「人物論」などを毎日発信して『オンライン講座」「オープン歴史講座」から「Z世代にための〇〇学」を連載している。これまでに長期連載してきた記事は「日本リーダーパワー史」（1200回以上連載中ー）「太平洋戦争」（790回)「終戦70年・日本敗戦史」（154回）,「日中韓150年戦争史」（81回）「百歳学入門」（450回、「知的巨人の百歳学」（184回連載）「奇人」（160回）・「超人」（180回）,[吉田茂」（171）「天才」（300回）,「西郷隆盛」（325）「トランプ大統領」（191回）「習近平」（264）「大谷翔平」（32）「戦略家」（80回）「などを毎日書いている。

## 著作

### 主著

#### 単著
- 『人生、晩節に輝く（長寿逆転突破力）』（日本経済新聞出版）2022年6月刊 (ISBN 978-4-296-11320-0）
- 『電子書籍,キンドル版「トランプ対習近平―貿易/テクノ/5G戦争（上）」』（22世紀アート）2019年9月20日刊行
- 『電子書籍,キンドル版「新聞記者の冤罪/死刑追及の旅」』（22世紀アート）2019年1月刊
- 『世界史を変えた「明治の奇跡」』（インテリジェンスの父・川上操六のスパイ大作戦）海竜社 2017年8月 (ISBN 978-4-7593-1555-4 Ｃコード 0095)
- 『中国語版「太平洋戦争と新聞」（講談社学術文庫2007年版の翻訳）《太平洋战争与日本新闻》前坂俊之/著 曼英/訳』 新星出版社 2015年1月 (ISBN  978-7-5133-1619-4)
- 『座右銘ー人を動かすリーダーの言葉』 新人物文庫 2011年5月(ISBN 978-4-404-04010-7 C0134)
- 『電子書籍版「インテリジェンス外交-戦争をいかに終わらせるか」』 祥伝社 2014年4月 に刊行
- 『日露インテリジェンス戦争を制した天才参謀明石元二郎大佐』 新人物往来社 2011年1月(ISBN 978-4-404-03964-4)
- 『インテリジェンス外交-戦争をいかに終わらせるか』 祥伝社 2010年4月 (ISBN 978-4-396-11198-4)
- 『痛快無比！ニッポン超人図鑑―奇才・異才・金才80人』 新人物文庫 2010年1月 (ISBN 978-4-404-03792-3)
- 『百寿者百語』 海竜社 2008 年(ISBN 978-4-7593-1027-6)
- 『太平洋戦争と新聞』 講談社学術文庫 2007年 (ISBN 978-4-06-159817-1)
- 『「写説」占領と単独講和』 ビジネス社 2006年 (ISBN 978-4-8284-1299-3)
- 『ニッポン偉人奇行録』 ぶんか社 2006年 (ISBN 978-4-8211-5054-0)
- 『メディアコントロール-日本の戦争報道』 旬報社 2005年 (ISBN 978-4-8451-0944-9)
- 『ニッポン奇人伝』 社会思想社 1996年 (ISBN 978-4-390-11582-7)
- 『メディアの戦争責任』 樹花舎 1995年 (ISBN 978-4-7952-2667-8)
- 『ビジネス名言海』 ライブ出版 1994年 (ISBN 978-4-89795-021-1)
- 『言論死して国ついに亡ぶ・戦争と新聞』社会思想社 1993年(ISBN 978-4-390-60316-4) [3]
- 『死刑』 現代書館 1991年 (ISBN 978-4-7684-0056-2)[3]
- 『サクセス名言明訓集』 総合法令出版 1990年(ISBN 4-89346-096-X)
- 『昭和超人奇人カタログ』 ライブ出版 1990年(ISBN 4-89795-007-4)
- 『兵は凶器なり・戦争と新聞』 社会思想社 1986年 (ISBN 978-4-390-60315-7) [3]
- 『奇人・変人・フツー人』 ライト出版 1986年(ISBN 4-8089-4421-9)
- 『日本犯罪図鑑』 東京法経出版 1985年 (ISBN 978-4-8089-4411-7)
- 『新聞記者』 実務教育出版 1984年 (ISBN 978-4-7889-2210-5) [3]
- 『誤った死刑』 三一書房 1984 年(ISBN 978-4-380-84221-4) [3]
- 『冤罪と誤判』 田畑書店 1982年(ISBN 978-4-8038-0160-6) [3]
- 『日本死刑白書』 三一書房 1982年 (ISBN 978-4-380-90217-8) [3]

### 共著
- 洋泉社MOOK「吉田茂」―戦後日本をデザインした名宰相]」洋泉社 2016年4月号(ISBN 978-4-8003-0897-9 C9476)
- 『満州怪物伝』歴史REAL編集部編 洋泉社 2015年9月刊の中で「岸信介」「辻政信」「石井四郎」を執筆(ISBN 978-4-8003-0719-4 C0022)
- 『地方巡幸で現れた素顔』 別冊歴史REAL「昭和天皇」洋泉社MOOK 2015年9月刊の中で『地方巡幸で現れた素顔」を執筆((ISBN 978-4-8003-0705-7)
- 『大日本帝国陸海軍航空部隊全史ーエースパイロット空の戦い』KADOKAWA 新人物文庫 2015年5月で「殿様飛行士徳川好敏』執筆 (ISBN 978-4-04-601117-6 C0121)
- 「 華族ー近代日本を彩った名家の実像」KADOKAWA 新人物文庫 2015年5月で「西園寺公望』を執筆((ISBN 978-4-04-601204-3 C0121)
- 洋泉社MOOK「第2次世界大戦全史」洋泉社 2015年1月号で「山本五十六のインテリジェンス」を執筆(ISBN 978-4-8003-0553-4 C9476)
- 『開戦から120年 日清戦争の真実』「月刊歴史人」KKベストセラーズ 2014年11月号
- 『物語明治・大正を生きた女100人』KADOKAWA 新人物文庫 2014年9月 (ISBN 978-4-04-601009-4 C0121)
- 洋泉社MOOK『カメラがとらえた昭和巨人伝」洋泉社 2014年4月(ISBN 978-4-8003-0378-3 C9476)
- TOWNMOOK『日本再起動』（サンフランシスコ講和条約、吉田茂と白洲次郎）徳間書店 2013年2月 (ISBN 978-4-19-710337-9)
- TOWNMOOK東条英機と東京裁判-日本は何を間違えたのか』徳間書店 2012年12月 (ISBN 978-4-19-710332-4)
- TOWNMOOK大正浪漫ー100年前の光と影』徳間書店 2012年11月 (ISBN 978-4-19-710309-6)
- 『ビジュアル大正クロニクルー100年前の日本へ』世界文化社 2012年8月 (ISBN 978-4-418-12214-1)
- 『日本史有名人 男の生き方』新人物往来社 新人物文庫 2012年5月 (ISBN 978-4-404-04192-0 C0121)
- 『世界史』有名人の晩年』新人物往来社 新人物文庫 2012年4月 (ISBN 978-4-404-04178-4-C0122)
- 『皇室百年事件録1912-2012』新人物往来社 新人物文庫 2012年4月 (ISBN 978-4-404-04174-6-c0121)
- 「日本人『再生』と『復興の』の100年」世界文化社 2012年2月(ISBN 978-4-418-11236-4)
- 『日独伊三国同盟と山本五十六』山川ムック『山本五十六』山川出版社 2011年12月(ISBN 978-4-634-17005-6 C9421)
- 『日本史100人ファイル坂の上の雲の100人』世界文化社 2011年11月 (ISBN 978-4-418-11143-5)
- 『日本史有名人の家族の物語』新人物往来社 新人物文庫 2011年9月 (ISBN 978-4-404-04067-1 C0121)
- 『あの日本史歴史有名人の老い方死に方』新人物往来社 新人物文庫 2011年5月 (ISBN 978-4-404-04012-1 C0121)
- 『高校日本史に出てくる歴史有名人の裏話』新人物往来社 新人物文庫 2010年11月 (ISBN 978-4-404-03935-4)
- 『日本史誰も教えてくれなかった大事件の前夜』新人物往来社 新人物文庫 2010年10月 (ISBN 978-4-404-03921-7)
- 『日本の華族 -その栄光と挫折の一部始終-』新人物往来社 新人物文庫 2010年10月 (ISBN 978-4-404-03922-4)
- 『明治・大正・昭和 近代日本の1000人-維新から終戦までのエピソードで読む人間ドラマ』世界文化社 2010年8月 (ISBN 978-4-418-10222-8)
- 『日本史有名人の晩年』新人物往来社 新人物文庫 2010年5月 (ISBN 978-4-404-03852-4)
- 『2.26事件の衝撃』PHP研究所 2010年2月 (ISBN 978-4-569-77640-8)
- 『写真で読む坂の上の雲の時代』 世界文化社 2009年 (ISBN 978-4-418-09232-1)
- 『坂の上の雲と日露戦争』山川出版社 2009年
- 『天皇・皇室事件史』 新人物往来社 2009年 (ISBN 978-4-404-03634-6)
- 『鳩山家四代』 祥伝社 2009年 (ISBN 978-4-396-11181-6)
- 『生涯現役のヒミツ』 別冊宝島 2008年 (ISBN 978-4-7966-6600-8)
- 『2・26事件とは何だったのか』 藤原書店 2007年 (ISBN 978-4-89434-555-3)
- 『「図解」ユビキタスコンテンツビジネス』PHP研究所 2006年 (ISBN 978-4-569-64829-3)
- 『身の毛もよだつ殺人者たち』 宝島社文庫 2006年 (ISBN 4-7966-5532-8)
- 『明治大正昭和天皇の生涯』 新人物往来社 2005年 (ISBN 978-4-404-02775-7)
- 『新現代マスコミ論のポイント』 学文社 2004年 (ISBN 978-4-7620-1309-6)
- 『日本帝国の最期』 新人物往来社 2003年 (ISBN 978-4-404-03147-1)
- 『東京裁判』 新人物往来社 2003年 (ISBN 978-4-404-03144-0)
- 『明治・大正・昭和・平成・事件犯罪大事典』東京法経学院出版 2002年 (ISBN 978-4-8089-4003-4)
- 『「図解」ブロードバンド・コンテンツビジネス』 PHP研究所 2002年 (ISBN 978-4-569-62151-7)
- 『メディア学のために』 世界思想社 1999年
- 『新聞報道検証記者クラブ』 柏書房 1996年 (ISBN 978-4-7601-1398-9)
- 『メディア学の現在』 世界思想社 1994年 (ISBN 978-4-7907-1268-8)
- 『マルチメディア早わかり読本』 PHP研究所 1994年 (ISBN 978-4-569-54347-5)
- 『明治大正昭和事件犯罪大事典』 東京法経出版 1986年
- 『メディアの犯罪』 双柿舎 1985年

#### 編著
- 監修『日露戦争の真実』『歴史人』別冊 ベストセラーズ 2013年7月22日(ISBN 978-4-584-20512-9)
- 『写真集昭和天皇巡幸』河出書房 2013年5月(ISBN 9784309225920)
- 『図説明治の宰相』河出書房 2013年1月(ISBN 978-4-309-76200-5)
- 監修『幻の日本3大珍書』を復刻、福富織部著『屁』(昭和4）『褌』（同8）『臍』（同4）大空社 2011年3月
- 監修解説『伝記叢書』（6冊）「浅野総一郎」「阿部房次郎」「幽翁（伊庭貞剛）」「大谷嘉兵衛翁伝」「尊徳全伝（二宮尊徳」「藤田翁言行録（藤田伝三郎）」大空社 2010年11月
- 監修『現代漫画大観』（全10巻別冊1）大空社 2010年11月(ISBN 978-4-283-00761-1)
- 監修『ソニー、パナソニックが束になってもかなわないサムスンの最強マネジメント』申元東 著徳間書店2010年8月(ISBN 978-4-19-863003-4)
- 『追悼山本五十六』新人物文庫 2010年6月(ISBN 978-4-404-03867-8)
- 編解説『伊藤博文直話』新人物文庫 2010年4月(ISBN 978-4-404-03839-5)
- 編解説『軍談秋山真之の日露戦争回顧録』新人物文庫 2010年2月 (ISBN 978-4-404-03809-8)
- 編解説『日米開戦をスクープした男』 新人物文庫 2009年12月 (ISBN 978-4-404-03783-1)
- 『晩年長寿の達人たち』 新人物往来社 2007年(ISBN 978-4-404-03384-0)
- 監修『傑作国策標語大全』 大空社 2001年
- 監修『近代日本企業家伝全50巻』大空社 1998年
- 監修『近代犯罪資料叢書全20巻』大空社 1998年
- 『阿部定手記』 中公文庫 1998年 (ISBN 978-4-12-203072-5)
- 監修『殺人法廷ケース（全4巻）』皓星社 1996年
- 粟屋憲太郎、大内信也と監修『水野広徳著作集（全8巻）』雄山閣 1995年(ISBN 4-639-01291-8)
- 『海軍大佐の反戦―水野広徳』雄山閣 1994年 (ISBN 978-4-639-01204-7)
- 監修『目撃者が語る昭和史―第5巻日中戦争』新人物往来社 1989年 (ISBN 978-4-404-01671-3)

### 論文・雑誌、テレビ・講演
- 『トランプホラー劇場」－科学者弾圧、デフォルト、お雇い外国人』『公評』2025年7月号
- 『トランプ関税戦争ー百年ぶりの世界経済大混乱』『公評』2025年6月号
- 『トランプ暴走」－米国内戦、ウクライナ停戦和平』『公評』2025年5月号
- 『トランプ大統領」とマスク氏の「恐喝政治！」の行方『公評』2025年4月号
- 『米国のフェイクニュース戦争と韓国の内乱騒動』『公評』2025年３月号
- 『トランプ大統領・石破首相の内憂外患』『公評』2025年1月号
- 『日米「オクト―バー・サプライズ」・ノーベル平和賞・大谷神様」『公評』2024年12月号
- 『ハリス対トランプ決戦、電気自動車（EV）戦争の行方』『公評』2024年11月号
- 『岸田首相退陣、ハリス大統領候補、パリ五輪』『公評』2024年10月号
- 『ドナルド・トランプ氏暗殺未遂事件、観光公害、パリ五輪』『公評』2024年9月号
- 『狂った地球、荒れる世界、沈む日本』『公評』2024年8月号
- 『原爆裁判（アメリカの大罪を裁いた三淵嘉子）山我浩著、毎日ワンズ、2024年6月刊）(ISBN978-4-90947-29-6C0031）の前書き6Pを執筆。「数ある『虎に翼』本の中で唯一原爆の歴史的な判決を深堀したのが本書である」と推薦した。
- 『ガザ・ウクライナ戦争・生成AI（人工知能）の今後』『公評』2024年７月号
- 『チップレット戦争・日米首脳会談・大谷スキャンダル』『公評』2024年6月号
- 『第３次世界大戦・エヌビディア・スタートアップ・確トラ』『公評』2024年5月号
- 『グロバルIT化の21世紀から20世紀「戦争の時代」に逆戻りか』『公評』2024年３月号
- 『ハマス・イスラエル』戦争1ヵ月、岸田内閣迷走』『公評』2024年1月号
- 『超高齢社会、電気自動車（EV、米下院議長選の混迷）』『公評』2023年12月号
- 『ウクライナ戦争のプ―チン、習近平,大谷選手の内憂外患』『公評』2023年11月号
- 『地球沸騰時代と米中スパイ合戦の世界」『公評』2023年10月号
- 『地球環境異変・プリゴジンの反乱・大谷ホームラン王』『公評』2023年9月号
- 『ダム爆破・ジェノサイド・生成AI・の遺言ブーム』『公評』2023年8月号
- 『世界終末時計90秒」、「生成AI」、「広島サミットの行方』『公評』2023年7月号
- 『100年の恋の物語ー山本五十六の愛人へのラブレター』『文芸春秋』2023年7月特別号
- 『混迷する世界とチャットGPT』『公評』2023年6月号
- 『ウクライナ戦争1年ー戦争は『予断と誤断』で起きる』『公評』2023年5月号
- 『2023年ー「チャットGPT」元年と米中偵察気球対決！』『公評』2023年4月号
- 『2023年ー戦争・経済混乱はさらに長引く』『公評』2023年３月号
- 『2023年世界情勢はどう変化するか』『公評』2023年1月号
- 『ウクライナ戦争、「アルマゲドン」の冬の陣』『公評』2022年12月号
- 『ロシア・米国・中国・日本の「その時歴史が動いた」』『公評』2022年11月号
- 『ウクライナ戦争半年、台湾有事、日本有事へ』『公評』2022年10月号
- 『安倍ショックと世界政治、経済動向の激変』『公評』2022年9月号
- 『ウクライナ戦争と世界同時株安、スタフグレーション』『公評』2022年8月号
- 『プーチン・習近平・金正恩の大誤算』『公評』2022年7月号
- 『ウクライナ戦争・ジェノサイドロシアの末路』『公評』2022年6月号
- 『ウクライナ戦争・第三次世界「見える化」SNS大戦へ』『公評』2022年5月号
- 『オミクロン株・ウクライナ戦争・世界経済の行方』『公評』2022年4月号
- 『2022年コロナエンデミック・世界大変動の第2幕へ』『公評』2022年3月号
- 『異常気象とコロナ共生、経済再生の2022年』『公評』2022年1月号
- 『2022年,複合危機と「コロナ共生」の世界へ』『公評』2021年12月号
- 『2022年デルタ株終息後のパスクなき世界』『公評』2021年11月号
- 『デルタ株蔓延,東京五輪から2022年北京オリンピックへ』『公評』2021年10月号
- 『五輪史上初めての東京五輪無観客大会』『公評』2021年9月号
- 『日本の常識・世界の非常識の東京五輪開⑪』『公評』2021年8月号
- 『インド変異株で五輪開催か、中止かの瀬戸際』『公評』2021年7月号
- 『コロナリバウンド・米中非難合戦・東京五輪の行方』『公評』2021年6月号
- 『コロナ・変異ウイルス・東京五輪3月狂騒曲」『公評』2021年5月号
- 『森氏の「女性差別発言」のドタバタ劇と3月ヤマ場の東京五輪』『公評』2021年4月号
- 『コロナ第3波、バイデン大統領、東京五輪は中止か？』『公評』2021年3月号
- 『新型コロナ第3波、バイデン勝利、トランプ大統領落選？』『公評』2021年1月号
- 『NHK BSプレミアム2020年12月22日(火)21:00～21:59）放送のアナザーストーリーズ運命の分岐点「阿部定事件」に出演』
- 『新型コロナで大激変の世界、米大統領選挙の結果は？』『公評』2020年12月号
- 『新型コロナで世界は沈没ーコロナ共存社会は数十年続く」『公評』2020年10月号
- 『新型コロナ、大災害、世界恐慌に襲われる世界』『公評』2020年9月号
- 『コロナウイルス共生の「新日常」はどうなるか』『公評』2020年8月号
- 『21世紀は2020年から始まるー「ポストコロナ」の文明大転換』『公評』2020年7月号
- 『第3次世界大戦（対新型コロナウイルス）突入で、世界大恐慌が迫る』『公評』2020年6月号
- 『新型コロナパニックは世界恐慌に発展か、東京五輪は1年延期』『公評』2020年5月号
- 『新型肺炎、気候変動、米大統領選挙の行方はどうなる』『公評』2020年4月号
- 『90歳を超えても現役に負けない近代のご長寿長寿経済人たち渋沢栄一、松永安左エ門、松下幸之助』『歴史街道』2020年3月号
- 『2020年はどうなるーゴーン脱出、米イラン戦争勃発か、波乱の幕開け」『公評』2020年3月号
- 『冷戦終結のベルリンの壁崩壊から30年、今再び新冷戦の時代へ」『公評』2020年1月号
- 『ウクライナ疑惑、香港デモの長期化で内憂外患の米中2大覇権国『公評』2019年12月号
- 『日韓激突、香港デモ、米中貿易戦争の行方は一層の不透明に」『公評』2019年11月号
- 『米中全面貿易ファーウエイ戦争は一時的回避、長期戦入りへ」『公評』2019年9号
- 『トランプ大統領・習近平主席・金正恩委員長の内憂外患』『公評』2019年6月号
- 『米中貿易テクノ戦争と米朝首脳会談の決裂、米国政治は大荒れの年になる』『公評』2019年5月号
- 『2019年は「世界不況」に突入か,米中貿易協議（3/1）の行方は!?』』月刊『公評』2019年2月号
- 『米中間選挙後のトランプ政権と米中新冷戦の行方はどうなるか』月刊『公評』2019年1月号
- 『米中間選挙（11/6）の結果は！米中新冷戦時代に突入へ』月刊『公評』2018年12月号
- 『注目される「米中間選挙（11/6）]』とトランプ大統領弾劾訴追』月刊『公評』2018年11月号
- 『トランプ大統領が招く「米国孤立]と世界恐慌の悪夢』月刊『公評』2018年10月号
- 『北陸朝日放送製作特別番組「言わねばならないことー新聞人・桐生悠々の警鐘』（8月20日14時45分から16時10分）に出演
- 『米中貿易関税戦争「アメリカファースト]から「トランプファースト」へ』月刊『公評』2018年9月号
- 『米朝首脳会談開催、『すべてはこれからはじまる」』月刊『公評』2018年8月号
- 『米朝首脳会談（6/12日）で「不可逆的な非核化」は実現するのか』月刊『公評』2018年7月号
- 『米朝会談はどうなる、米国はイラン問題を優先して東アジア情勢はさきのばしか？』月刊『公評』2018年6月号
- 『日本ジャーナリスト懇話会で『60，70歳から先人に学ぶ百歳実践学入門』を講演」2018年3月23日
- 『薩摩治郎八ーパリの社交界で流行を作といわれた貴公子』『歴史街道』2018年5月号
- 『トランプ大統領と金正恩委員長の会談実現か！」―急展開する朝鮮半島情勢』月刊『公評』2018年5月号
- 『トランプ米大統領誕生から1年、2018年は米朝開戦となるのか！』月刊『公評』2018年4月号
- 『米朝開戦か！北朝鮮を核保有国と認めて、「核シェアリング」で核使用を抑止するか』月刊『公評』2017年12月号
- 『米朝開戦か！恐怖のチキンレースの行方は「話し合いの延長戦？」』月刊『公評』2017年11月号
- 『公約実現が頓挫して墜落中のトランプ大統領は「第2次朝鮮核戦争?!に踏み切るのか』月刊『公評』2017年10月号
- 『トランプ暴走暴言運転は「ロシアゲート事件』『パリ協定離脱」でダッチロールから、墜落過程に入った』月刊『公評』2017年8月号
- 『トランプ大統領就任100日間の暴走混乱で朝鮮半島クライシスはどうなったのか』月刊『公評』2017年 7月号
- 『トランプの暴走暴言運転で「2017年、世界は大混乱になるのか』月刊『公評』2017年 4月号
- 『順境にいて悲観し、逆境にいて楽観せよー出光佐三の言葉』月刊「理念と経営」2017年4月号
- 『明石元二郎が陸軍参謀本部の父」川上操六と米西戦争から学んだもの』月刊『歴史街道』2017年4月号
- 『トランプ大統領の誕生で「日本沈没は加速されるのか」「しぶとく生き抜くか」の瀬戸際』月刊『公評』2017年 1月号
- 『名経営者・人を奮い立たせる言葉ー本田宗一郎、小倉昌男、鈴木敏文、永守重信』月刊「理念と経営」2016年11月号
- 『道理による戦争『中国の夢』（中華思想）対『国際法秩序』（西欧思想）の衝突』月刊『公評』2016年 10月号
- 『名経営者・人を奮い立たせる言葉ー土光敏夫、似鳥昭雄、柳井正』月刊「理念と経営」2016年7月号
- 『地震予知はできない』ー政府の熊本地震まで38年間の『巨大地震』の予知にすべて失敗した。」月刊『公評』2016年7月号
- 『日本国難史にみる『戦略思考の欠落』空前絶後の名将「川上操六(4)ーインテリジェンスの父・川上操六のスパイ大作戦」月刊『公評』2016年4月号
- 『日本国難史にみる『戦略思考の欠落』空前絶後の名将「川上操六(下)ー日清戦争は川上のインテリジェンス戦争」月刊『公評』2016年3月号
- 『日本国難史にみる『戦略思考の欠落』空前絶後の名将「川上操六(中)ー日清戦争は川上の戦争だった」月刊『公評』2016年1月号
- 『日本国難史にみる『戦略思考の欠落』空前絶後の名将「川上操六」の誕生へ(上)月刊『公評』2015年12月号
- 『世界が尊敬したグレート・マンー現代日本の指針となる2人、イチローと孫正義』月刊『公評』2015年11月号
- 『幕末・明治を生きた女性たち』 洋泉社MOOK 洋泉社 2015年11月発行に『女学校教育も夜明け』『女性雑誌にみる明治女性の夢と現実』を執筆
- 『TBSラジオ 荻上チキの番組』「新聞の戦争責任」トーク1時間（ 朝日新聞・上丸洋一×毎日新聞・栗原俊雄×前坂俊之）で対談 (2015.08.27)
- 『世田谷市民大学』で『太平洋戦争と新聞報道』（なぜ無謀な戦争をしたのか、新聞はどう報道したのか)を講演（3時間) 2015年7月24日
- 『日本的リーダーシップの病理』季刊『日本主義』NO30,2015年夏号
- 『戦後70年を考えるー「終戦」という名の「無条件降伏（全面敗戦）」の内幕 ③＜文明の衝突としての大東亜戦争>月刊『公評』2015年8月号
- 『戦後70年を考えるー「終戦」という名の「無条件降伏（全面敗戦）」の内幕＜ガラパゴス日本の死に至る病＞は続くか② 』月刊『公評』2015年7月号
- 『戦後70年を考えるー「終戦」という名の「無条件降伏（全面敗戦）」の内幕＜ガラパゴス日本の死に至る病＞は続くか①』月刊『公評』2015年6月号
- 『問い直す戦争70周年の視点「新聞の戦争責任ー商業主義が言論統制招く」東京新聞10面（2015年2月1日朝刊）掲載
- 『アメリカとの情報戦に敗れた山本五十六』 洋泉社MOOK「第2次世界大戦全史」洋泉社 2015年1月号に掲載
- 『戦争も平和も流行語とともにやってくる』月刊『公評』2014年11月号
- 『アナログ情報原始人から転身、デジタル時代を生き抜く方法-ビデオ取材は簡単』『新文化』2014年10月2日号
- 『明治大発展の国家参謀・杉山茂丸の国難突破力に学ぶ―今こそ杉山の再来（21世紀新アジア主義）者が必要な時』『夢野久作と杉山3代研究会』会報「民ヲ親ニス」第2号2014年8月刊
- 『実感ー異文化コミュニケーションの難しさ』月刊『公評』2014年7月号
- 『徳川時代の武士の生活感ー貧乏で内職に追われた下級武士』月刊『公評』2014年4月号
- 『講演』「明治大発展の国家参謀・杉山茂丸の国難突破力に学ぶ」「夢野久作と杉山3代研究会」第2回研究大会で、2014年3月8日
- 『YouTubeで小遣いを簡単に稼ぐ方法』月刊「FX攻略.com」2014年2月号
- 『不況、デフレでリーダーはどう決断、行動したのか』月刊「理念と経営」2014年1月号
- 『人権擁護に生涯をかけた正木ひろし弁護士をしのんで』月刊『公評』2013年11月号
- 『異色の華族・西園寺公望』月刊『歴史読本』2013年10月号
- 『YouTubeキャンペーンで地球環境を守ろう』月刊『公評』2013年7月号
- 『講演会』明治維新から150年ー2018年「日本国家破産」を避ける道はあるのか』経団連/産業経理協会月例講演会で、2013年6月12日
- 『日露戦争は世界初のインテリジェンス戦争だった』雑誌『歴史通』2013年5月号
- 『2018年「日本の死」を避ける道はあるのか『日本興亡150年史』（下）月刊『公評』2013年4月号
- 『2018年「日本の死」を避ける道はあるのか『日本興亡150年史』（中）月刊『公評』2013年3月号
- 『日本に長寿食トマトを広めた蟹江一太郎（カゴメ創業者）のベンチャー精神』月刊「理念と経営」2013年2月号
- 『2018年「日本の死」を避ける道はあるのか『日本興亡150年史』（上）』月刊『公評』2013年1月号
- 『子供時代のリーダーは社会に出てもリーダーになれるか」月刊「児童心理」2012年11月号(金子書房）
- 『明治日本の諸葛孔明の川上操六参謀総長(2)」季刊雑誌「日本主義」2012年10月秋号
- 『君は夜逃をげしたことがあるか新日鉄初代会長創業者・永野重雄』月刊「理念と経営」2012年9月号
- 『日本の飛行機の父 殿様飛行士の徳川好敏」月刊「歴史読本」2012年8月号
- 『百歳健康長寿の否凡な経営の岩谷産業創業者・岩谷直治』月刊「理念と経営」2012年6月号
- 『世界が尊敬した日本人』は（月刊「歴史読本」2005年1月号から2013年4月号まで計100回連載し、外国で活躍し、外国でも高く評価された代表的日本人100人を紹介した。
- 『経営は5つの蓄積であるシャープ創業者・早川徳次 (シャープ)』月刊「理念と経営」2012年5月号
- 『大正の政治、憲政の神様（尾崎行雄）に学べ』月刊「ファイナンシャルジャパン」2012年5月号
- 『明治日本の諸葛孔明の川上操六参謀総長(1)」季刊雑誌「日本主義」2012年3月春号
- 『辛亥革命100年、日中国交回復40年、日中青年パワーの交流を』「聖教新聞」2012年2月2日文化面
- 『日本最初の対外戦争 日清戦争の全貌』（月刊「歴史人」2012年1月号
- 『孫文革命の絶対的な支援者・宮崎滔天』季刊雑誌「日本主義」2011年11月冬号
- 『辛亥革命から百年、孫文を助けた岡山県人』（11回連載）「山陽新聞」2011年10月-11月
- 『危機突破の経営者出光佐三の名言、至言』月刊「理念と経営」2011年10月号
- 危機突破のリーダーたち『もし帝都に犬丸徹三なかりせばー関東大震災で』（季刊雑誌「日本主義」2011年8月15日号
- 『フレッシュマンに贈る大経営者の名言』月刊「理念と経営」2011年4月号
- 『山陽放送ラジオ朝まるホットライン出演』「辛亥革命百年ー孫文を助けた岡山県人」（2011年2月21, 22、23日）
- 『自分を信じ、人を生かし、会社を強くした名経営者』月刊「理念と経営」2011年1月号
- 『長寿経営者の名言』月刊経済誌「理念と経営」2010年10月号
- 『樺太占領とポーツマス講和会議』『IT技術革新で勝った日本海海戦』山川出版社「坂の上の雲と日露戦争>収録 2009年11月
- 『首相をつくった実力者たち』「歴史読本」 2009年11月号
- 『上原勇作陸軍大臣の誕生と上原閥の形成』『別冊歴史読本』（第39号第34巻第9号）「日本の軍閥－人物事件で見る藩閥・派閥抗争史」 2009年４月
- 『女性学を切り開いた稀有の高群逸枝夫妻』「国文学」
- 『裁かれなかったA級戦犯たち』「別冊歴史読本「東京裁判は何を裁いたか」 2008年5月
- 『女性学誕生・高群逸枝』「歴史読本」 2008年4月号
- 『ロス五輪で馬術金メダルのバロン西』『別冊歴史読本』」「硫黄島の戦い」 2008年3月
- 『軍服を脱いだジャーナリスト・水野広徳』NHK［その時歴史が動いた］に出演、解説 2008年2月27日
- 『ロジスティックスで敗れた日本軍』「別冊歴史読本」「太平洋戦争の全貌」 2008年1月
- 『珊瑚海海戦の井上成美中将の指揮は失敗だったのか』「別冊歴史読本」「太平洋戦争の指揮官たち」 2007年8月
- 『薩摩治郎八』「西竹一」「東久邇稔彦」「別冊歴史読本」「事典にのらない・日本史有名人の男の風格」 2007年6月
- 『世界大競争時代の暢気なメディア』「ジャーナリズム研究」 2007年春号
- 『高橋是清」「鈴木貫太郎」「西園寺公望」「藤田嗣治」の家族』「別冊歴史読本」「事典にのらない・日本史有名人家族の情景」に収録 2007年4月
- 『戦車隊長・金メダルのバロン西」『別冊歴史読本』「硫黄島の戦い」2007年1月号
- 『謀略の満州事変』（84－97P）「別冊歴史読本」50号第3巻24号『日本の戦争ー明治以降に日本が全戦史』に収録 200７年12月
- 『憲法改正とその舞台裏』『わずか1週間でGHQが作った憲法草案』『戦争・戦力放棄』の発案者は一体誰なのか』『珍談、奇談、エピソード憲法史』「別冊歴史読本」『憲法第9条と昭和天皇』に収録 2006年5月
- 『満州建国とメディア』「学習研究社歴史群像シリーズ」「満州帝国-北辺に消えた王道楽土の全貌」2006年4月
- 『太平洋戦争下の新聞メディア』(5 - 19P)「マス・コミュニケーション研究」66号 2005年 日本マス・コミュニケーション学会発行
- 『明治政府はなぜ華族制度をつくったか』『歴史読本』2005年5月号
- 『世界が尊敬した日本人(1)『立石斧次郎』月刊『歴史読本』2005年1月
- 『正木ひろしの戦時下の言論抵抗』『国際関係・比較文化研究第3巻第1号』静岡県立大学国際関係学部発行 2004年9月刊
- 『グローバルメディアとしてのアラブ衛星放送の影響』『国際関係・比較文化研究第2巻第2号』静岡県立大学国際関係学部発行、2004年3月刊
- 『イラク戦争報道・中東衛星メディアの戦場から』『総合ジャーナリズム研究』No187 2004年冬号
- 『戦争報道にみる日本メディアの特異性』『総合ジャーナリズム研究』No185、2004年冬号
- 『イラク・メディア戦争最前線』 月刊『潮』2003年12月号
- 『華族134年の真実ー華族の近代「侯爵編」東郷家』『歴史読本』407号、2003年4月号
- 『有事法制とジャーナリズム（下）』 『マスコミ市民』407号、2002年12月号
- 『有事法制とジャーナリズム（上）』 『マスコミ市民』405号、2002年10月号
- 『ジャーナリストとしての正木ひろし』『国際関係・比較文化研究第1巻第2号』 静岡県立大学国際関係学部発行、2003年3月刊
- 『モンゴルのメディア最新事情』『総合ジャーナリズム研究』No179、2002年夏号
- 『広瀬宰平と住友王国（119P-135P）』月刊『歴史読本』No179、2002年９月号（第46巻第9号）
- 『ベトナムのマスメディアの最新事情』『総合ジャーナリズム研究』No175 2001年冬号
- 『市民のために働きすぎて目が見えなくなった全盲の代議士・高木正午』『月刊歴史街道』1999年5月号
- 『明治天皇　西国初巡幸の旅』『別冊歴史読本』日本史地図を歩く」第25巻1号No532,2000年1月号
- 『破天荒な策士杉山茂丸の黒子人生』『歴史と旅』1998年5月号
- 『満州国建設の夢・石原莞爾』『歴史読本』1998年2月号
- 『宮崎滔天・中国革命支援に賭けた夢』月刊『歴史と旅』1997年4月号
- 『明治の奇人・幇間松廼家露八』月刊『歴史と旅』1997年2月号
- 『日米非戦論を唱えた反骨の反骨の軍人・水野広徳』月刊『アジア時報』1995年9月号（NO304号）
- 『忘れられた反戦の軍人・水野広徳』月刊『軍縮問題資料』1995年4月号（NO173号）

## 関連文献
- BOOKSCAN x 著者インタビュー (前坂俊之) 2012年